# Хараламбопулос, Иоаннис
Иоаннис Хараламбопулос (греч. Ιωάννης Χαραλαμπόπουλος; 10 февраля 1919, д. Псари, Мессения, Греция — 16 октября 2014) — греческий государственный деятель, заместитель премьер-министра (1985—1988), министр иностранных дел (1981—1985), министр национальной обороны (1986—1989) Греции.

## Биография
Изучал инженерное дело в Военной академии и в Королевской военной академии в Вулидже (Лондон).
В годы Второй мировой войны в качестве командира пехотного соединения воевал на албанском фронте и на Ближнем Востоке. В 1963 г. в звании полковника уволился с военной службы. В 1961 г. вступил в ряды партии Союз центра. В годы военной диктатуры (1967—1974) основал группу сопротивления — «Демократическое национальное движение сопротивления» (EKDA). В мае 1967 г. был арестован и сослан на остров Сирос. Был освобожден по амнистии и затем вновь арестован в августе 1968 г. Три года провёл в тюрьме и ссылке.
Впоследствии присоединился к Всегреческому освободительному движению (P.A.K). После восстания в Афинском политехническом университете был вновь арестован и подвергнут пыткам в военной полиции, а затем депортирован на остров Йиарос, где он оставался до падения диктатуры.
Как один из основателей ПАСОК, член Исполнительного совета партии (1977—1985). Избирался депутатом греческого парламента (1974—2000).
- 1981—1985 гг. — министр иностранных дел,
- 1985—1987 гг. — заместитель премьер-министра,
- 1987—1988 гг. — первый заместитель премьер-министра,
- 1986—1989 гг. — министр обороны Греции.

Также возглавлял правительственный Совет по внешней и оборонной политике.